# Compsa quadriguttata
Compsa quadriguttata är en skalbaggsart som först beskrevs av White 1855.  Compsa quadriguttata ingår i släktet Compsa och familjen långhorningar.
Artens utbredningsområde är Paraguay. Inga underarter finns listade i Catalogue of Life.